# Gregorio Torres
Gregorio Isidro Torres Ramírez (ur. 3 września 1985 w Guadalajarze) – meksykański piłkarz występujący na pozycji ofensywnego lub lewego pomocnika.

## Kariera klubowa
Torres pochodzi z miasta Guadalajara i jest wychowankiem akademii juniorskiej tamtejszego zespołu Club Atlas. Jeszcze zanim został włączony do pierwszej drużyny, udał się na półroczne wypożyczenie do drugoligowej filii ekipy – Coyotes de Sonora, gdzie pełnił funkcję podstawowego zawodnika. Po powrocie do Atlasu jako dwudziestolatek zadebiutował w meksykańskiej Primera División za kadencji szkoleniowca Daniela Guzmána, 8 kwietnia 2006 w zremisowanym 3:3 spotkaniu z Santos Laguną. Premierowego gola w najwyższej klasie rozgrywkowej strzelił natomiast 4 listopada tego samego roku, w wygranej 2:1 konfrontacji z Necaxą. W lipcu 2007 został wypożyczony na sześć miesięcy do klubu Cruz Azul z siedzibą w stołecznym mieście Meksyk, gdzie jednak nie potrafił sobie wywalczyć miejsca w pierwszym składzie. W styczniu 2008, po powrocie do Atlasu, zajął z nim drugie miejsce w rozgrywkach kwalifikacyjnych do Copa Libertadores – InterLidze.
Latem 2008 Torres, ponownie na zasadzie wypożyczenia, przeniósł się do ekipy Club Santos Laguna z miasta Torreón. W zespole tym, prowadzonym przez Daniela Guzmána, swojego byłego trenera z Atlasu, pełnił jednak wyłącznie rolę rezerwowego, nie odnosząc większych sukcesów, a po upływie roku został wypożyczony po raz kolejny, tym razem do zespołu CF Pachuca. Tam również występował przez dwanaście miesięcy, lecz również nieregularnie pojawiał się na ligowych boiskach, a w 2010 roku triumfował z Pachucą w najbardziej prestiżowych rozgrywkach północnoamerykańskiego kontynentu – Lidze Mistrzów CONCACAF. W styczniu 2011 udał się na wypożyczenie do drugoligowego Club León, którego barwy reprezentował bez poważniejszych osiągnięć do końca roku. Na początku 2012 roku był bliski transferu do południowokoreańskiego Daejeon Citizen, mając szansę zostać pierwszym Meksykaninem w historii K-League, lecz ostatecznie nie przyjął oferty tej ekipy i pozostał w kraju.
W jesiennym sezonie Apertura 2013, już po powrocie do Atlasu, Torres dotarł z nim do finału krajowego pucharu – Copa MX, pozostając jednak przeważnie rezerwowym swojej drużyny.
| Sezon     | Klub               | Kraj   | Rozgrywki  | Mecze | Bramki |
| --------- | ------------------ | ------ | ---------- | ----- | ------ |
| 2005/2006 | Coyotes de Sonora  | Meksyk | Ascenso MX | 11    | 0      |
| 2005/2006 | Club Atlas         | Meksyk | Liga MX    | 3     | 0      |
| 2006/2007 | Club Atlas         | Meksyk | Liga MX    | 25    | 1      |
| 2007/2008 | Cruz Azul          | Meksyk | Liga MX    | 6     | 0      |
| 2007/2008 | Club Atlas         | Meksyk | Liga MX    | 0     | 0      |
| 2008/2009 | Club Santos Laguna | Meksyk | Liga MX    | 8     | 0      |
| 2009/2010 | CF Pachuca         | Meksyk | Liga MX    | 14    | 0      |
| 2010/2011 | Club Atlas         | Meksyk | Liga MX    | 12    | 1      |
| 2010/2011 | Club León          | Meksyk | Ascenso MX | 12    | 1      |
| 2011/2012 | Club León          | Meksyk | Ascenso MX | 6     | 1      |
| 2012/2013 | Club Atlas         | Meksyk | Liga MX    | 19    | 2      |
| 2013/2014 | Club Atlas         | Meksyk | Liga MX    |       |        |